# Hymenostomum noumeanum
Hymenostomum noumeanum är en bladmossart som beskrevs av Thériot 1910. Hymenostomum noumeanum ingår i släktet Hymenostomum och familjen Pottiaceae. Inga underarter finns listade i Catalogue of Life.